# Els Beerten
Els Beerten (Hasselt, 1959. március 27.) belgiumi flamand írónő. Ifjúsági regényeket ír, melyekkel számos díjat elnyert már.

## Élete
Germanisztikát (hollandot és angolt) hallgatott a Leuven egyetemen, majd drámaórákat vett Maastrichtban. 2002 és 2006 között több hetet töltött Dél-Afrikában, ahol kreatív írást és drámát tanult. Amellett, hogy író, középiskolában is tanít hollandot, angolt és drámát.

## Írói munkássága
Saját bevallása szerint egy tanára hatására kezdett az írással foglalkozni, aki azt javasolta neki, írjon inkább regényeket, ahelyett, hogy drámaórára jár. 1976 és 1984 között szabadúszó íróként a TOPmagazine-nak írt verseket és történeteket. 1985-ben megnyerte a John Flanders díjat a “vreemde eend” című novellájával. 1987-ben megjelent első regénye, a Scénes.
Legutóbbi könyve, az “allemmal willen we de hemel” 2008 májusában jelent meg és az egyik leghíresebb regénye lett. A könyvet magyarra is lefordították Mind a mennybe vágyunk címmel, mely 2014 áprilisában jelenik meg.
Az utóbbi években a Runner’s world magazinba írja rovatát.

## Magyarul
- Mind a mennybe vágyunk; ford. Winkler Erika; Pongrác, Bp., 2014

## Díjai
- vreemde eend : John Flanders díj (1985)
- Scenes: 2. helyezés a Kinder- en Jeugdjury Vlaanderen versenyen (1989)
- Mijn tweede solo: 1. helyezés Kinder- en Jeugdjury Limburg versenyen (1992)
- lopen voor je leven : Gouden Zoen (2004), Kleine Cervantesprijs (2005), 1. helyezés a Kinder- en Jeugdjury Vlaanderen versenyen (2005)
- Mind a mennybe vágyunk: Boekenleeuw (2009), Gouden Uil Prijs van de Jonge Lezer (2009), De Gouden Lijst (2009), Nienke van
- Hichtumprijs (2009) Lod LAVKIPRIJS (2011)